# Vanishing Waves
Vanishing Waves (titulada originalment Aurora) és una pel·lícula de 2012 de thriller de ciència-ficció dirigida per Kristina Buožytė.

## Argument
Després d'un llarg període de preparació, els neurocientífics inicien un projecte de recerca espectacular. Un membre de l'equip, el real i desapassionat Lukas, s'ha de connectar amb el cervell d'una persona de prova anònima i en coma i se submergeix en els seus mons de pensament, però només observa. Ja en el segon intent, Lukas es troba amb la imaginació molt real d'una dona jove que es troba a la platja xopa i inconscient. Mentre Luke intenta ventilar-la, la dona pren consciència i comença a besar-lo íntimament. Segueixen intimitats apassionades. El sorprès i irritat Lukas amaga la seva experiència als seus col·legues d'investigació i afirma haver experimentat només impressions fosques durant la connexió. Demana més intents. Ja a la propera xarxa, es desenvolupa un amor embriagador entre tots dos en una habitació buida i banyada pel sol. Mentre els llaços espirituals entre tots dos s'enforteixen cada cop més, Lukas es tanca cada cop més als seus col·legues, amics preocupats i també a la seva parella Lina, la qual cosa destrueix la relació d'ambdós, que ja està afeblida per la vida quotidiana i rutina. Violant les regles de l'experiment de recerca, fa un contacte real amb el pacient. S'assabenta que es diu Aurora i va caure en coma en un accident de cotxe al qual el seu marit no va sobreviure.
Les sessions conjuntes es tornen més fosques, més insatisfactòries i eclipsades per la presència latent d'un altre home que sembla carregar i inhibir-ho tot. Lukas, per a qui la fusió espiritual amb Aurora fa temps que s'ha convertit en una obsessió, es torna cada cop més agressiu. Quan de sobte veu l'home al costat de l'Aurora en una reunió i parlant amb ella en veu baixa, li pega salvatgement i s'escalfa en una sagnant ràfega de violència. Aleshores, l'autèntica Aurora pateix una aturada cardíaca, amb prou feines sobreviu i s'està morint. Ara Lukas ja no pot ni vol amagar el que realment viu i és molt criticat pel cap del projecte. Commocionat per ell mateix, Lukas accepta la seva dimissió i només demana una última xarxa. En Lukas corre nu després de l'Aurora, que també està nua a la foscor. De vegades sembla que l'atrapa i la persegueix, de vegades sembla que ella l'atrapa. Després d'una persecució i una carrera aparentment interminables, finalment l’enxampa. En silenci, s'expliquen records íntims i decepcions de les seves vides. Lukas demana perdó a l'Aurora. Ella el perdona i diu que viurà. En Lukas es desperta després de ser reanimar amb un desfibril·lador. En veure l'Aurora estirada morta a la camilla al seu costat, la fa un petó i li passa el llençol a la cara.

## Repartiment
- Marius Jampolskis com a Lucas
- Jurga Jutaitė
- Rudolfas Jansonas
- Vytautas Kaniušonis

## Recepció
La pel·lícula va rebre una menció especial al Festival Internacional de Cinema de Karlovy Vary de 2012. També va guanyar el Premi Méliès d'Or al millor llargmetratge al XLV Festival Internacional de Cinema Fantàstic de Catalunya.